# Кунигунда Унгарска
Кунигунда Унгарска, известна като Света Кинга (на полски: Święta Kinga, на унгарски: Szent Kinga; * 5 март 1224, † 24 юли 1292), е унгарска принцеса от рода на Арпадите, велика полска княгиня и католическа светица, почитана като покровителка на Полша и Литва.

## Живот
Кунигунда е родена в Естергом, Кралство Унгария. Дъщеря е на унгарския крал Бела IV и на никейската принцеса Мария Ласкарина. Кунигунда е племенница на света Елисавета Унгарска и на света Хедвиг Силезка. Една от сестрите ѝ, Маргарита, също е канонизирана за светица, а друга – Йоланда, е беатифицирана за блажена.
Кунигунда е омъжена за Болеслав, княз на Сандомеж, който по-късно става велик княз на Полша под името Болеслав V Непорочни. Въпреки че бракът е сключен по династични причини, двойката дава обет за целомъдрие.
При управлението на съпруга ѝ Кунигунда се отдава изцяло на благотворителна дейност, полагайки непрекъснати грижи за бедните и прокажените. След смъртта на Болеслав V през 1279 г. Кунигунда се отказва от управлението на оставените ѝ земи, разпродава цялото си имущество, раздава прихода от него на бедните и се замонашва в миноритския манастир в Стари Сонч, където прекарва остатъка от живота си в молитви и послушание. Умира на 24 юли 1292 г.
Кунигунда е беатифицирана за блажена от папа Александър VIII през 1690 г. Пет години по-късно Католическата църква я обявява за покровителка на Полша и Литва. На 16 юни 1999 г. Куниунда е канонизирана за светица от папа Йоан Павел II.